# Sony DT 50mm f/1.8
Sony DT 50mm f/1.8 – zaprojektowany i zaprezentowany przez Sony w marcu 2009 r. obiektyw stałoogniskowy przeznaczony do zastosowań amatorskich. Posiada wbudowany silnik do ustawiania ostrości SAM (ang. Smooth Autofocus Motor). Obiektyw ten cechuje się światłem o wartości f/1,8. Współpracuje on ze wszystkimi aparatami wyposażonymi w mocowanie Sony Alfa/Minolta AF.